# Nemorilla nemorilloides
Nemorilla nemorilloides är en tvåvingeart som först beskrevs av Mario Bezzi 1923.  Nemorilla nemorilloides ingår i släktet Nemorilla och familjen parasitflugor.
Artens utbredningsområde är Seychellerna. Inga underarter finns listade i Catalogue of Life.